# Пахотино (Череповецкий район)
Пахотино — деревня в Череповецком районе Вологодской области.
Входит в состав Воскресенского сельского поселения, с точки зрения административно-территориального деления — в Аннинский сельсовет.
Расстояние до районного центра Череповца по автодороге — 77 км, до центра муниципального образования Воскресенского по прямой — 24 км. Ближайшие населённые пункты — Трофимово, Филиппово, Аннино.
По переписи 2002 года население — 14 человек.
На 1912 в деревне Пахотине Красковской волости Белозерского уезда Новгородской губернии находилось 48 дворов, на которых имелось 85 жилых строений. Население составляло 226 человек, из них 115 мужского пола и 111 женского. Основным занятием жителей указано земледелие, побочным - плотницкое. В деревне имелся хлебо-запасный магазин.
Праздник деревни отмечается 31 (18) августа в день мучеников Флора и Лавра. Вероятно в честь указанных святых была освещена часовня, находившаяся рядом с деревней.